# Карачевский уезд

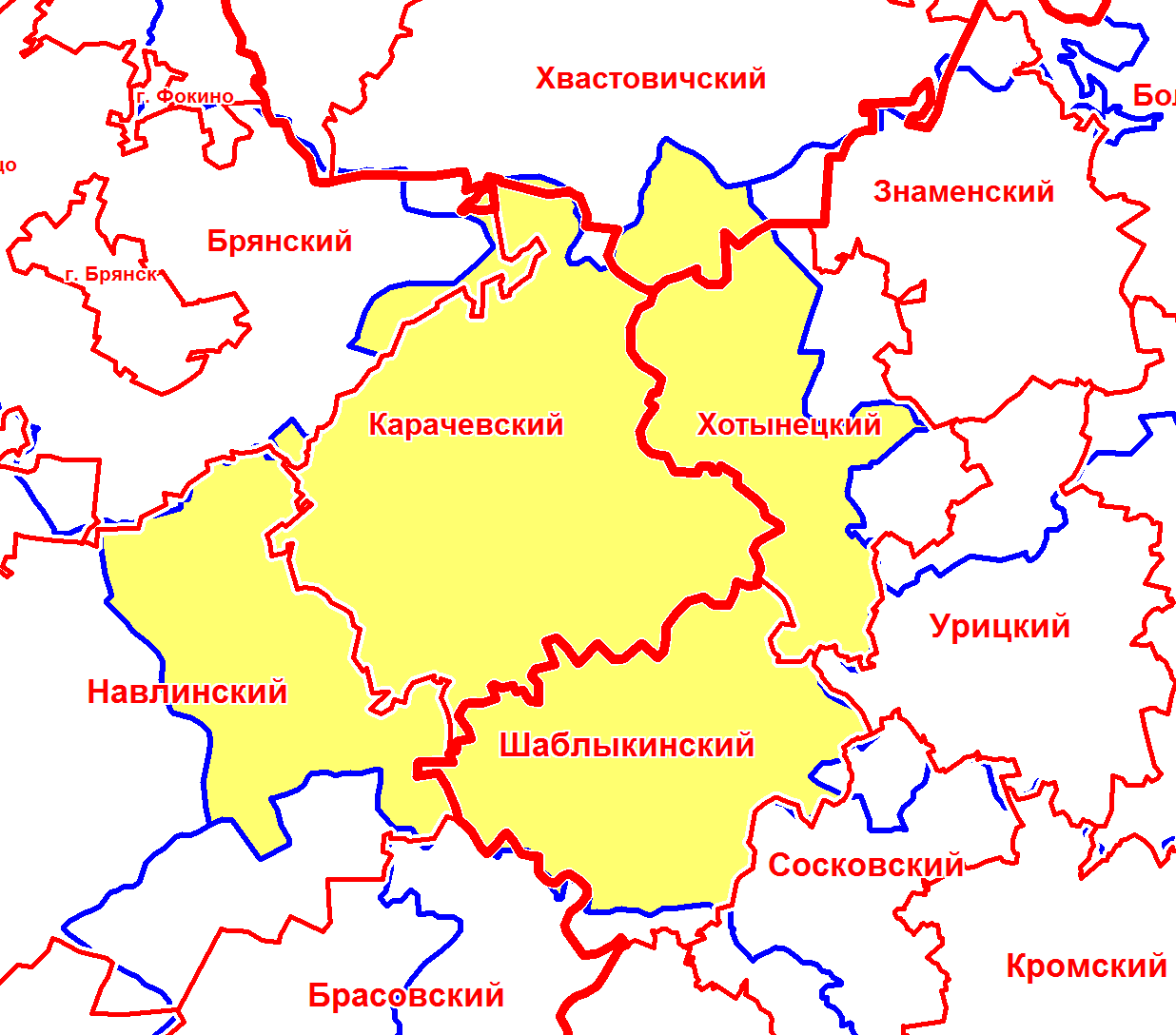
Карачевский уезд в современной сетке районов

Кара́чевский уезд — административная единица в составе Орловской губернии Российской империи, а с 1920 года — Брянской губернии РСФСР. Административный центр — город Карачев.

## История
Карачевский уезд фигурирует в исторических источниках с XVII века. C введением деления России на губернии, в 1708 году Карачевский уезд вошёл в Киевскую губернию (с 1719 — в составе её Севской провинции); с 1727 года в составе той же провинции был передан в Белгородскую губернию.
В XVIII веке значительные части Карачевского уезда отошли в соседние уезды — Болховский и Луганский (позднее Дмитровский).
В 1778 году Карачевский уезд вошёл в состав новообразованного Орловского наместничества, которое с 1796 года стало именоваться Орловской губернией.
В 1920 году Карачевский уезд был передан во вновь образованную Брянскую губернию.
Уезд был окончательно расформирован в 1929 году, с введением новых административных единиц — областей и районов. На территориальной основе Карачевского уезда были созданы три района — Карачевский, Хотынецкий и Шаблыкинский (два последних входят в состав Орловской области). Значительная часть бывшего Карачевского уезда входит в Навлинский район.

## Административное деление
В XVII веке в составе Карачевского уезда упоминаются три стана — Городской (Подгородный), Хотимльский, Рословский — и Сомовская волость.

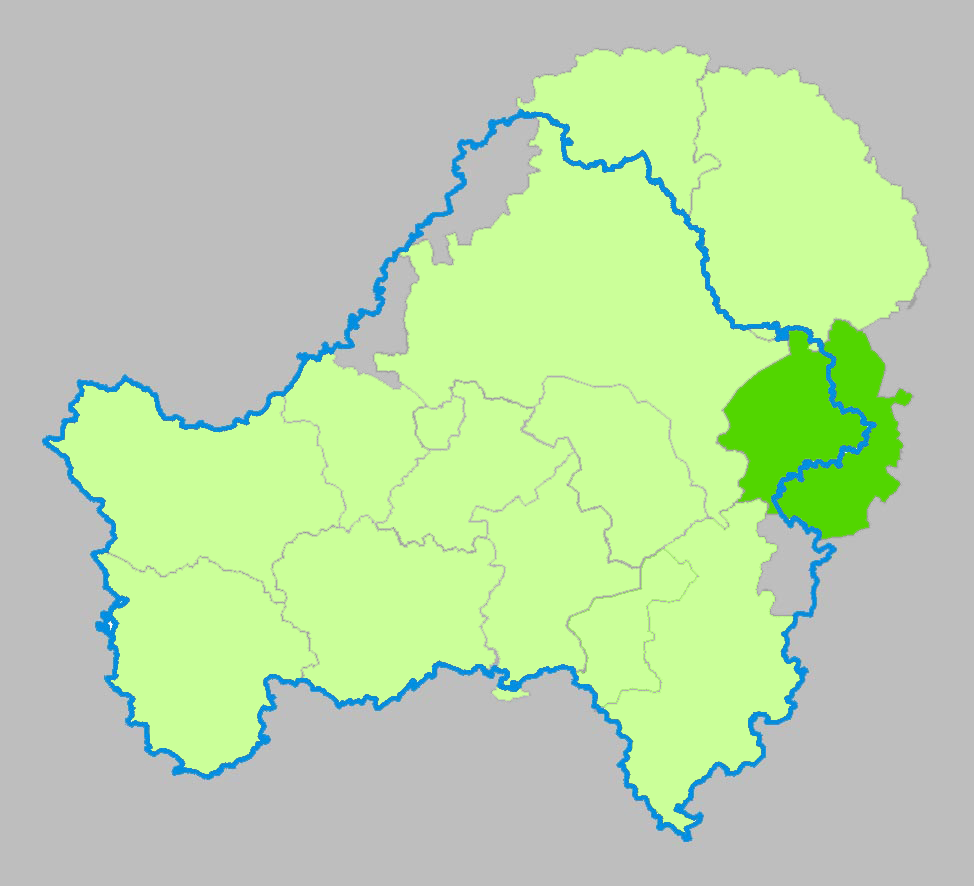
Карачевский уезд на карте Брянской губернии
(в границах 1927 года). Голубым цветом показана граница современной Брянской области.

Новая сеть волостного деления возникла в ходе реформы 1861 года; первоначально было создано 17 волостей:
Алисовская (Хотимльская),
Бошинская,
Бутерская,
Верхопольская,
Девятидубская,
Драгунская,
Дроновская,
Знаменская,
Ивановская,
Молодовская,
Пятницкая,
Руженская,
Соколовская,
Сомовская,
Старосельская,
Хотынская,
Чичковская.
В 1890 году после частичного слияния в уезде насчитывалось 12 волостей
| № п/п | Волость       | Волостное правление | Число селений | Население |
| ----- | ------------- | ------------------- | ------------- | --------- |
| 1     | Бошинская     | с. Бошино           | 39            | 9404      |
| 2     | Бутерская     | с. Бутры            | 18            | 11570     |
| 3     | Верхопольская | с. Верхополье       | 21            | 3771      |
| 4     | Драгунская    | сл. Бережок         | 30            | 11498     |
| 5     | Дроновская    | с. Дронова          | 32            | 8319      |
| 6     | Пятницкая     | с. Пятницкое        | 20            | 7446      |
| 7     | Руженская     | с. Ружное           | 31            | 11225     |
| 8     | Сомовская     | с. Сомово           | 20            | 11366     |
| 9     | Старосельская | с. Старое           | 18            | 5137      |
| 10    | Хотимльская   | с. Хотимль          | 25            | 5632      |
| 11    | Хотынецкая    | с. Хотынец          | 20            | 7980      |
| 12    | Шаблыкинская  | с. Шаблыкино        | 22            | 14063     |

С 1924 года в Карачевском уезде вновь проводилось укрупнение волостей, в результате которого к 1926 году здесь осталось 4 волости: Вельяминовская, Карачевская, Хотынецкая и Шаблыкинская.

## Население
По данным переписи 1897 года, в уезде проживало 135,9 тыс. чел., в том числе в уездном городе Карачеве — 15,5 тыс. чел. По переписи 1926 года население уезда составило 149,5 тыс. чел., несмотря на сокращение площади уезда до 3161 км².